# Chéchia
Ne doit pas être confondu avec Fez (coiffure) ou Chèche.

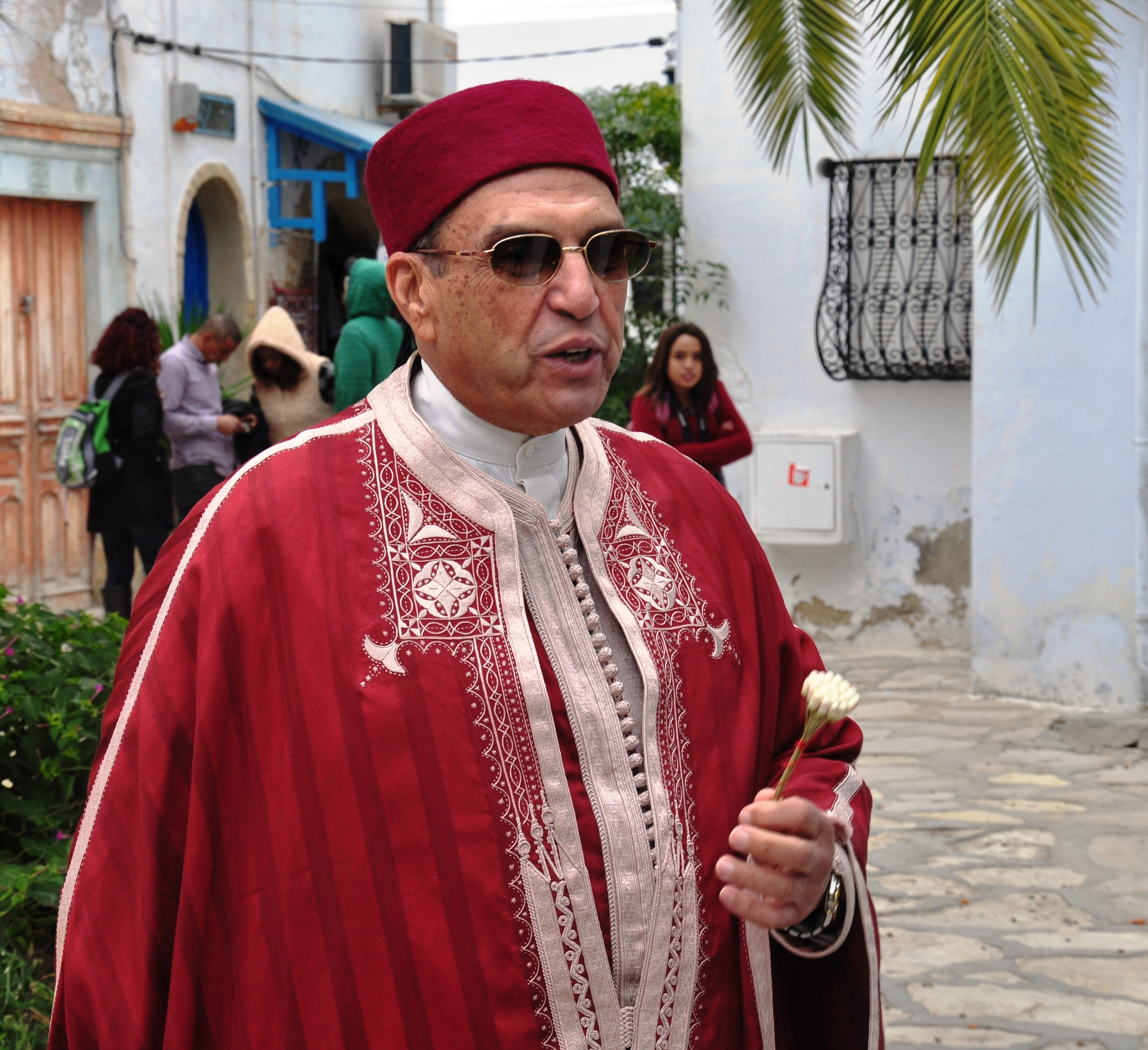
Tunisien portant une chéchia.

La chéchia (arabe : شاشية) est un couvre-chef porté par les deux sexes dans de nombreux peuples musulmans. Elle est le couvre-chef national de la Tunisie.
Cousine du béret européen, la chéchia est à l'origine un bonnet en forme de calotte de couleur rouge vermillon en Tunisie, dans l'est de la Libye et dans la région de Benghazi (où on l'appelle chenna), ou noire dans le reste de la Libye. Jusqu'au XIXe siècle, elle est souvent entourée par un turban. C'est sans doute de là que vient le mot français chèche qui désigne le litham touareg.
La chéchia, qui est souple, ne doit pas être confondue avec le fez (appelé aussi chéchia stambouli ou chéchia megidi) qui est rigide, conique et haut de forme.
En Algérie, la chéchia féminine de forme conique se porte le jour de fêtes dans certaines villes du pays.
Le mot chéchia désigne aussi un long bonnet souple, adoptée par certaines troupes coloniales françaises, notamment les zouaves, les tirailleurs et les spahis d'origine européenne.

## Étymologie
Le mot chéchia désigne au Maghreb et en Égypte la calotte que l'on pose sur la tête et autour de laquelle on a longtemps roulé une pièce d'étoffe pour former le turban. La tradition fait remonter la fabrication de ce couvre-chef à Kairouan, au deuxième siècle de l'hégire (IXe siècle) ; il tire toutefois son nom de l'adjectif dérivé de Shash, nom de l'actuelle Tachkent en Ouzbékistan. On lit dans l'ouvrage du voyageur maghrébin Ibn Battûta (lors de son séjour à Chiraz vers 1327) : 

« Le lendemain, un envoyé du roi de l'Irak, le sultan Abou-Saïd Bahadour, arriva près du cheïkh : c'était Nâcir eddîn Addarkandy, l'un des principaux émirs, originaire du Khorâçân. Lorsqu'il approcha du cheïkh, il ôta de dessus sa tête sa châchiiah, que les Persans appellent calâ,. »

## Histoire

### Origines

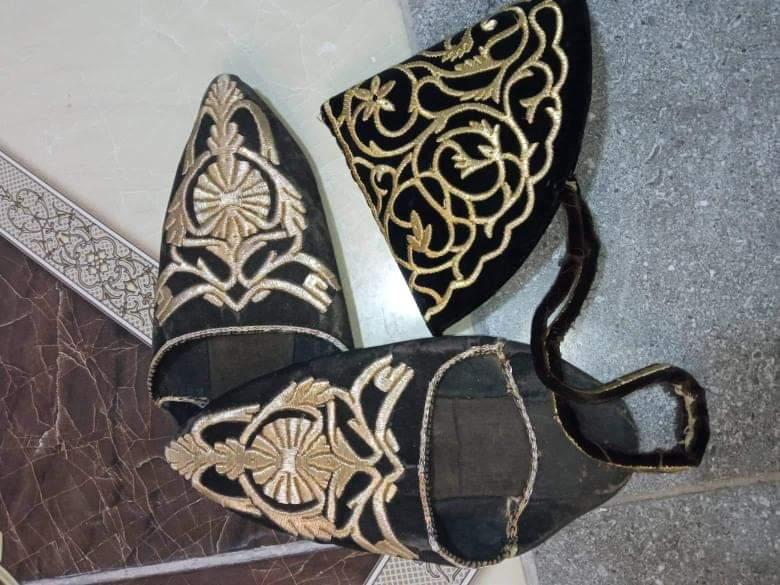
Chéchia féminine conique et brodée d'Oran.

Très anciennes sur les rivages de la mer Méditerranée, les coiffes coniques semblent avoir suivi un parcours d'est en ouest, et connaissent un vif succès auprès de l'aristocratie de certaines régions de la Méditerranée occidentale. Dans le sillage des conquêtes musulmanes commandées par des Syriens, les coiffes coniques réapparaissent au Maghreb et en Espagne, d'abord sous forme de casques pour les soldats, puis de cônes en cuir servant de support rigide pour les turbans des notables.
Au début du deuxième millénaire, à la cour des dynasties berbères : « les princes sanhajiens avaient des turbans de soie tirés d'un très haut prix [...], ces coiffures étaient très solidement enroulées à ce point qu'on pouvait les prendre pour des tiares ». L'image de la tiare laisse supposer que le support de ces drapés serrés était de forme conique, comme c'était le cas pour les hommes andalous. Après l'éclatement de l'empire almohade, en Al-Andalus, la coiffure la plus courante est la calotte de laine, de couleur rouge ou verte, semblable à la chéchia maghrébine. Ainsi s'est répandue dans les cités de Méditerranée sud-occidentale une forme de coiffe qui consiste en l'enroulement d'un pan d'étoffe autour d'un petit cône ou d'une demi-sphère.
Au Maghreb, on se contente de nos jours du bonnet seul, comme en Espagne du temps d'Al-Andalus où la chéchia s'appelait ghaffara (غفارة). En Algérie, ce mot avait encore un autre sens et désignait un bonnet de femme. Diego de Haedo rapporte au XVIe siècle que les femmes d'Alger portent sur le bniqa trois espèces de coiffures : « Quand elles assistent aux fêtes et aux noces, elles portent aussi sur la tête, surtout quand elles sont riches, un béret rond chéchia broché magnifiquement d'or ».
De forme cylindrique, la chéchia est importée en Tunisie sous sa forme actuelle depuis l'Espagne, par les Maures expulsés après la prise de Grenade en 1492[réf. nécessaire]. Trouvant en Tunisie une seconde patrie, ils y implantent l'artisanat de la chéchia. Sa fabrication est vite considérée comme un art raffiné et répond à des traditions strictes.
Les archives du consulat d'Espagne auprès de la régence de Tunis à la fin du XVIIIe siècle montrent que le pays est intéressé par la fabrication des chéchias dont il a perdu le secret lorsqu'ont été expulsés les Morisques au début du XVIIe siècle et qu'il voudrait bien le récupérer pour relancer sa production en Espagne dans les manufactures d'État,.
En Tunisie, quiconque désirant se lancer dans cet artisanat particulier doit auparavant passer un examen approfondi devant un comité désigné d'artisans. Confectionnée par des chaouachis émérites, la chéchia ne tarde pas à occuper trois souks entiers, construits en 1691 dans la médina de Tunis, tant son succès est grand, ce qui donne du travail à des milliers de personnes.
À partir des années 1920, les indépendantistes tunisiens portent de plus en plus de la chéchia testouriya (originaire de Testour) car son nom est proche de celui de leur parti, le Destour.

### Chéchia féminine
Les coiffes des citadines maghrébines et andalouses s'organisent suivant le même principe que celles des hommes, mais avec des différences au niveau de la décoration et de l'utilisation des pans de tissu du turban. AU XVe et XVIe siècles, l'attitude des citadines maghrébines face à la coiffe conique et à son turban évolue différemment d'une région à l'autre. À Tlemcen, les femmes délaissent peu à peu le turban et ne conservent que le cône richement brodé, accompagné d'un fin foulard indépendant pour protéger la chevelure.
Dans l'Est maghrébin, la coiffe conique fusionne avec les pans dénoués du turban qui se posent sur le dos. Parfois, comme à Constantine, l'étoffe et les broderies des pans sont distinctes de celles de la coiffe. Au contraire, sur l'essentiel des pièces tunisiennes, les deux parties sont réalisées dans la même étoffe. À Alger, l'évolution se fait différemment ; si les juives préfèrent conserver le cône brodé indépendant, les musulmanes abandonnent cette forme de chéchia, mais conservent la coiffe conique prolongée par les pans d'étoffe à la manière d'un turban, dans sa fonction initiale de maintien des cheveux noués autour de la tête. Ceci entraîne des changements qui aboutissent à la création d'une coiffe particulière aux Algéroises appelée bniqa.
En Algérie, la chéchia féminine est conique dans les villes de l'Ouest et de l'Est. À Tlemcen, les jours de fêtes, une longue bande de soie appelée abrouq est attachée sur la chêchia. Cette coiffe est portée avec la chedda de Tlemcen, le costume nuptial de la ville, inscrit au patrimoine culturel immatériel de l'humanité.
À Constantine, entre le XIVe et XVe siècles, la chéchia aussi appelée koufiya de forme pointue et couverte de broderies devient indispensable. Elle est enveloppée par un cône en or ajouré et ciselé, s'accompagne d'un fichu soyeux blanc, la meherma, qui s'attache sur la tempe droite de la mariée. Cette chechia est inclinée et recouverte de pièces de soultanis ou de louis d'or dans les grandes occasions. Dans la ville d'Annaba comme à Constantine, la chéchia pointue, en velours garni d'arabesques brodées, se porte inclinée.

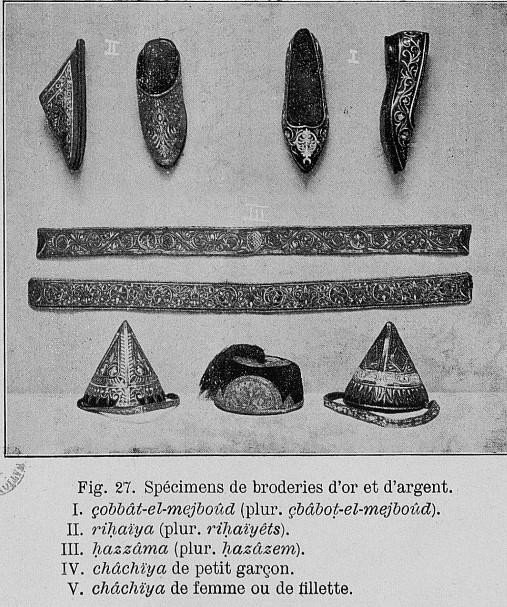
Chéchias féminines coniques brodées et chéchia de petit garçon de Tlemcen.
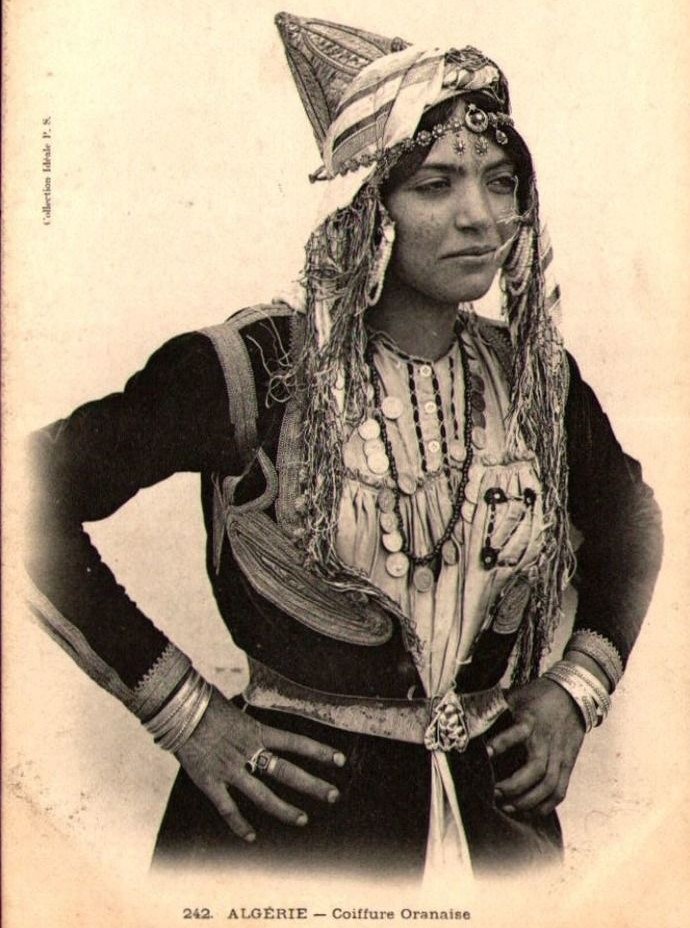
Chéchia conique d'Oran.
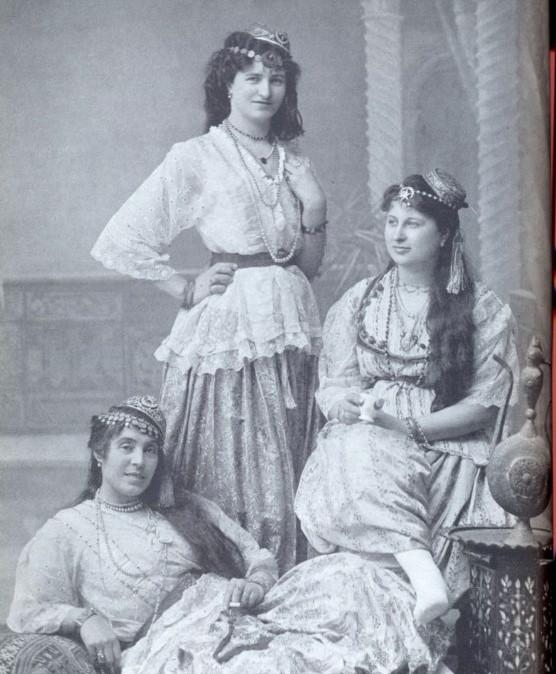
Chéchias hémisphériques d'Alger.
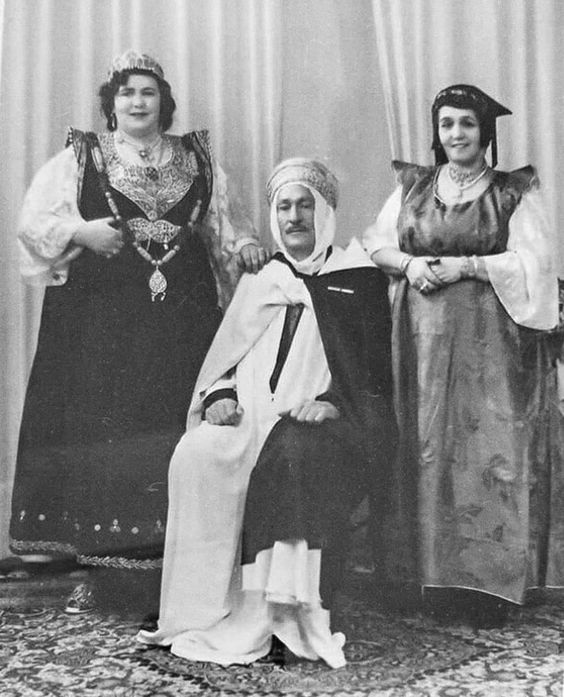
Chéchia inclinée de Constantine.
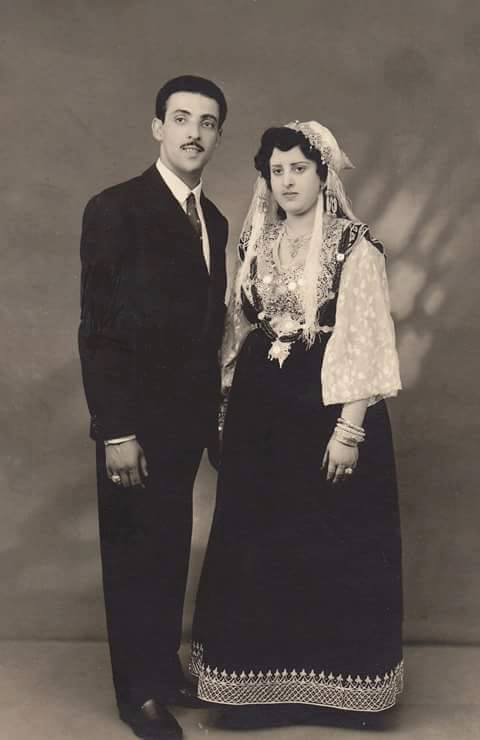
Chéchia inclinée d'Annaba.

### Artisanat en crise

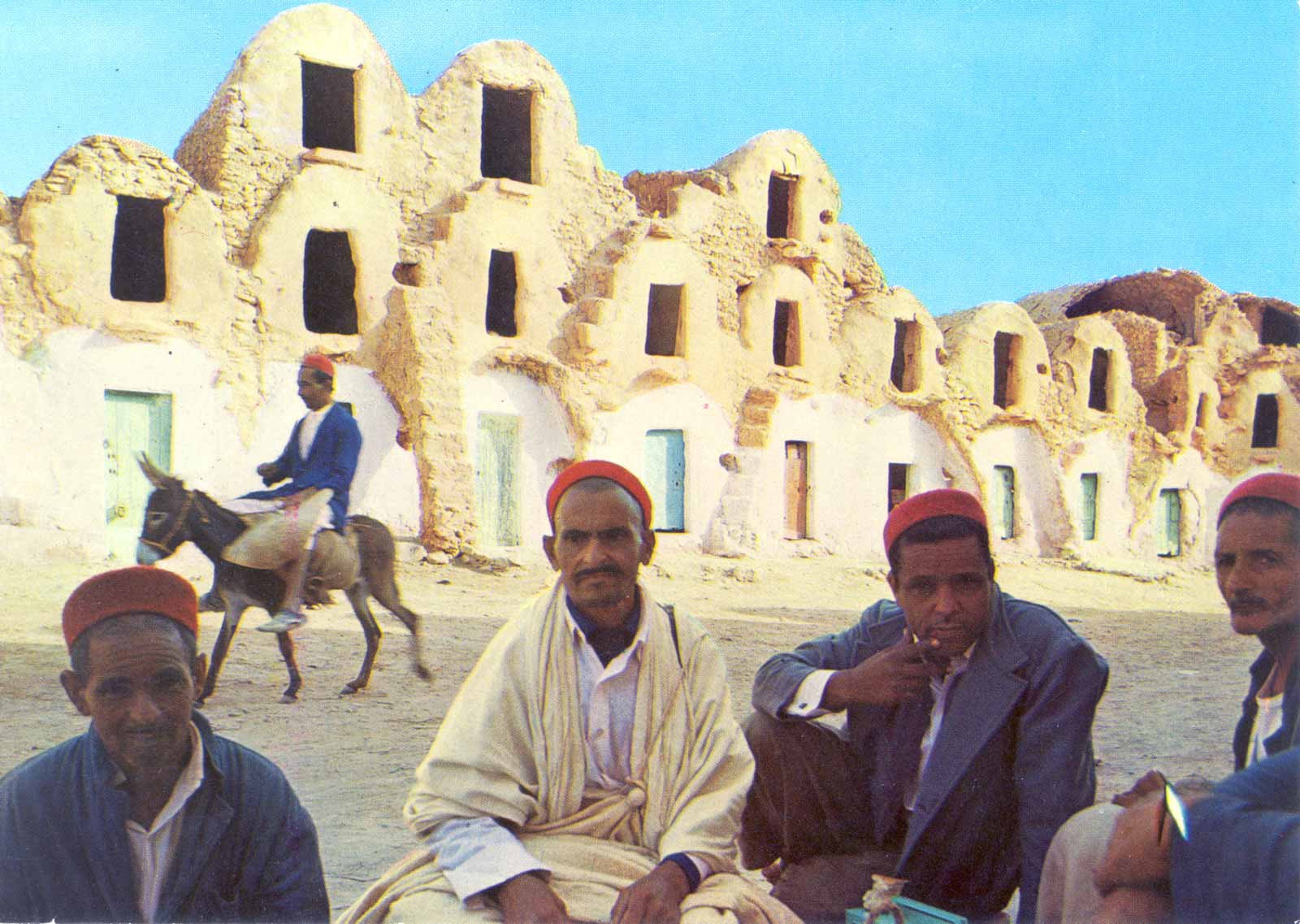
Habitants de Médenine portant la chéchia.

Après l'indépendance de la Tunisie en 1956, avec l'arrivée des produits manufacturés et de coutumes en provenance de l'Occident, le port de la chéchia tend à se limiter aux vacances et aux fêtes religieuses ; il est souvent associé au troisième âge. Les revenus des fabricants s'en ressentent et beaucoup sont amenés à renoncer à cet artisanat. De plus, les gens vivants dans la campagne tendent à abandonner ce couvre-chef traditionnel au profit de ses équivalents moins chers et de fabrication industrielle. L'absence de programme gouvernemental cohérent participe de ce déclin aux yeux des traditionalistes.
Par ailleurs, de nombreux spécialistes attribuent le déclin de cet artisanat aux fabricants eux-mêmes qui auraient manqué de créativité et d'innovation. Pourtant, à la fin des années 1990, dans le but de revitaliser cette industrie, de nombreux artisans commencent à fabriquer de nouvelles variétés de chéchias de couleurs, de formes et de décorations différentes, afin d'attirer une clientèle plus jeune. Pourtant, très rapidement, cet élan s'épuise alors que les exportations de la chéchia tunisienne vers les pays africains s'essoufflent également.
Toutefois, les chiffres officiels donnés en 2007 par le Bureau tunisien des industries traditionnelles indique que 80 % des chéchias sont exportées en Algérie, au Maroc et au Soudan, mais aussi dans tout le Proche-Orient et jusqu'en Asie.

## Fabrication

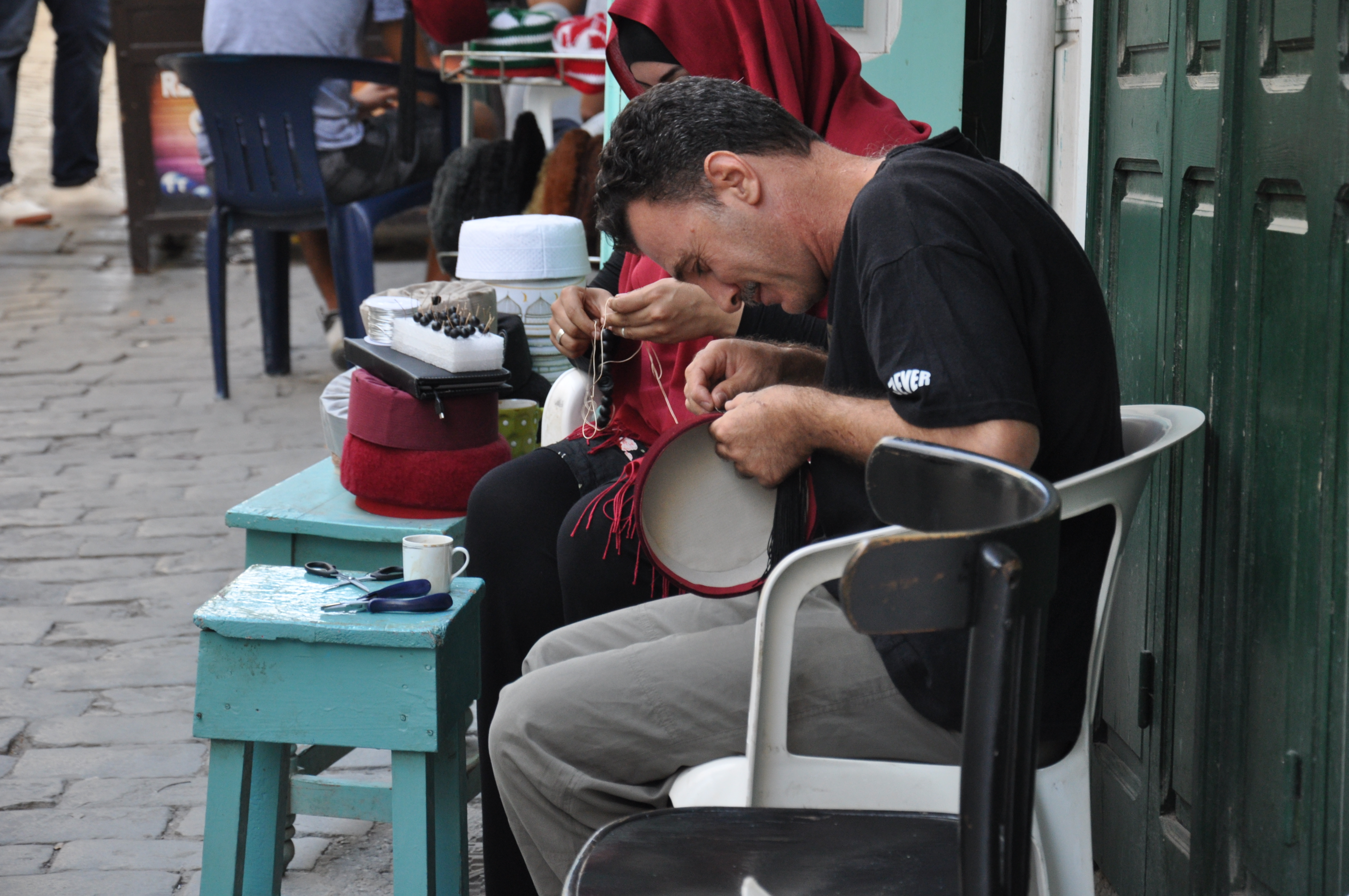
Fabrication artisanale d'une chéchia.

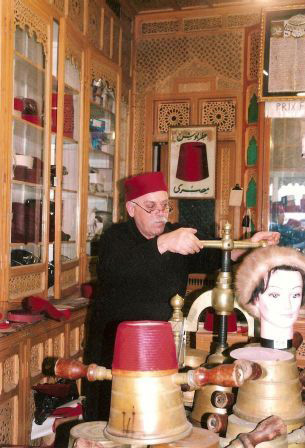
Atelier d'un chaouachi tunisois.

La chéchia traditionnelle est faite de laine peignée tricotée par les femmes qui confectionnent les bonnets kabbous. Ces derniers sont envoyés au foulage : ils sont mouillés avec de l'eau chaude et du savon et foulés aux pieds par des hommes afin de les détremper, à tel point que les mailles du tricot disparaissent presque. Vient alors le traitement du chardon, qui sert au cardage ou peignage du bonnet, afin de transformer le feutre en velours duveté. Cependant, de plus en plus souvent, le chardon est remplacé par une brosse métallique. C'est à ce stade de la fabrication que la chéchia est teintée de sa célèbre couleur rouge vermillon bien qu'on en trouve désormais de couleurs plus variées.
Division du travail et répartition géographique permettent sa production artisanale à une grande échelle tout en conservant la qualité qui fait la réputation de la chéchia de Tunis. Une douzaine de personnes, dont un tiers de femmes, participent à sa fabrication dans plusieurs points du pays choisis en fonction de leurs ressources humaines ou matérielles :
- filage de la laine : Djerba et Gafsa ;
- tricotage : Ariana (par des femmes spécialisées appelées kabbasat) ;
- foulage : El Batan (dans les eaux de la Medjerda) ;
- cardage : El Alia (origine du chardon) ;
- teinture : Zaghouan ;
- mise en forme : Tunis ;
- finitions : Tunis.

La qualité des eaux joue un rôle important, d'où les choix différents pour le foulage et la teinture.